# David Dunaway
David „Dave“ Dunaway (* um 1960) ist ein US-amerikanischer Jazzmusiker (Kontrabass, E-Bass, Komposition).

## Leben und Wirken
David Dunaway spielte zunächst neben Rockmusik und Jazz auch klassische Musik. Er war ab den frühen 1970er-Jahren in der Jazzszene von San Francisco aktiv; erste Aufnahmen entstanden 1975 mit der Band Listen, der auch Mel Martin und Andy Narell angehörten. In den folgenden Jahren spielte er u. a. mit Paul Nash’s Jazz Composer’s Ensemble und Art Van Damme, bevor er dann ab 1979 in New York lebte und dort an Aufnahmen von Fred Hersch, Ralph Simon und Rodolfo Alchourron mitwirkte. Außerdem gehörte er der Formation C’est What?! (mit Jeff Bernan, Matt Balitsaris, John Wunsch) an, mit der drei Alben entstanden. Im Bereich des Jazz war er zwischen 1975 und 2014 an 19 Aufnahmesessions beteiligt, zuletzt mit dem Schlagzeuger Paul Yonemura, für den er auch komponierte.
Dunaway tourte des Weiteren mit Cleo Laine & John Dankworth und dem Duke Ellington Orchestra (Ghost Band), ferner trat er mit Chet Baker, Marty Phillips, Norman Simmons, Andrew Hill und dem Brooklyn Youth Chorus auf. Er beschäftigte sich außerdem mit Musik anderer Kulturen und arbeitete mit Musikern aus Brasilien, Trinidad, Afrika und der Türkei. 2014 legte er unter eigenem Namen das Album Memories of Africa vor; 2015 folgte Memories of Russia. Dunaway unterrichtet Kontrabass und E-Bass an seinem Wohnsitz in Westchester County, New York.
Der Bassist ist nicht mit dem amerikanischen Musikwissenschaftler und Folk-Produzenten David King Dunaway zu verwechseln.

## Diskographische Hinweise
- Ralph Simon: Time Being (Gramavision, 1980), u. a. mit Paul McCandless, John Scofield, Paul Bley, Billy Hart
- C’est What: Still Waters (Palmetto, 1993)
- Leny Andrade and the Fred Hersch Trio:  Maiden Voyage (Chesky, 1993), mit Helio Schiavo